# Božanovský Špičák
Božanovský Špičák (781 m n. m.), nejvyšší vrchol Broumovských stěn, se nachází nedaleko česko-polské státní hranice na katastrálním území obce Suchý Důl v okrese Náchod v Královéhradeckém kraji. Vrcholové partie Božanovského Špičáku s četnými skalními útvary jsou součástí národní přírodní památky Polické stěny, která vznikla v roce 2009 vyčleněním z národní přírodní rezervace Broumovské stěny. Uvedená maloplošná chráněná území jsou součástí Chráněné krajinné oblasti Broumovsko, evropsky významné lokality Broumovské stěny, ptačí oblasti Broumovsko a zároveň také Geoparku Broumovsko.

## Název
Vrchol nesl v minulosti na státních mapách více názvů.
V 50. a 60. letech 20. století nesl ve státních mapách měřítka 1 : 5 000 název Špicberk. Od dalšího vydání státní mapy v polovině 70. let 20. století do začátku let 90. nesl název Špičák. Název Špičák též používaly vojenské topografické mapy z 50. až 70 let 20. století.

## Geografie
Božanovský Špičák se nachází na území geomorfologického celku Broumovská vrchovina a je nejjižnějším výběžkem členitého hřebene Broumovských stěn. Jižní skalnatý svah Božanovského Špičáku spadá do Černého dolu, který odděluje Broumovské stěny od polského Národního parku Stolové hory s Velkou a Malou Hejšovinou.
Samotné Polické stěny jsou považovány za unikátní geomorfologický útvar v kvádrových pískovcích svrchní křídy. Polické stěny včetně Božanovského Špičáku jsou tvořeny různými formami pseudokrasového reliéfu se skalními plošinami a skalními městy. Typické je složité členění hřbetů s výskytem skalních měst, skalních věží, soutěsek, kaňonů a jeskyní. Pro tuto krajinu jsou charakteristická specifická rostlinná a živočišná společenstva se zbytky přirozených lesních ekosystémů.
V masívu Božanovského Špičáku se vyskytují skály nejrůznějších tvarů, včetně mnoha skalních hřibů, skalních mís a různých typů škrapů. Podle tvaru skal, připomínajících nejrůznější zvířata, se vrcholovým partiím Božanovského Špičáku přezdívá Kamenná ZOO.

## Přístup
Vrcholové partie včetně nejvyššího bodu Božanovského Špičáku obchází žlutě značená turistická stezka, která směrem na západ pokračuje do Bludiště a dále pak na jih k Machovské Lhotě. Z druhé strany od osady Slavný, části obce Suchý Důl, vede k rozcestí u Pánova kříže na severním úpatí Božanovského Špičáku tzv. Kamenná cesta neboli Hřebenovka, která je opatřená červeným turistickým značením a zároveň slouží jako cyklotrasa č. 4001. Hraniční přechod do Polska Machovský kříž/Pasterka je od jižního rozcestí pod Božanovským Špičákem vzdálený po červené Hřebenovce zhruba 600 metrů.